# RC Celta de Vigo
Az RC Celta de Vigo, vagy röviden Celta Vigo egy spanyol labdarúgócsapat a galiciai Vigóban, jelenleg a spanyol elsőosztályban szerepel.

## Története

### A klubalapítás és a kezdetek (1923–1934)
Az 1910-es években a vigói labdarúgást két csapat, a Real Vigo Sporting és a Real Club Fortuna de Vigo képviselte. Egy közös városi csapat megalapításának ötletét először 1915-ben a Faro de Vigo sportújságírója, Manuel de Castro vetette fel. Az érdekek azonosak voltak: a városi labdarúgást minél magasabb szinten kell képviseltetni Spanyolországban. Castro szlogenje a „Todo por y para Vigo”, azaz „Mindent Vigónak és mindent Vigóért!” címet viselte. Törekvései a két városi klub érdekeit egyre közelebb hozta egymáshoz, mígnem 1923. július 12-én a csapatok egyesültek, az új galiciai csapat megalakult. Az utolsó megválaszolandó kérdés az új csapat elnevezése lett, melyre több lehetőség is kínálkozott:
- Real Unión de Vigo,
- Club Galicia,
- Real Atlántic,
- Breogán,
- Real Club Olimpico,
- Real Club Celta.

Az 1923. augusztus 10-én tartott taggyűlésen az utolsó változatot szavazták meg, utalva Galicia kelta eredetére. Az új klub első elnöke Manuel Bárcena de Andrés, Torre Cedeira grófja lett.

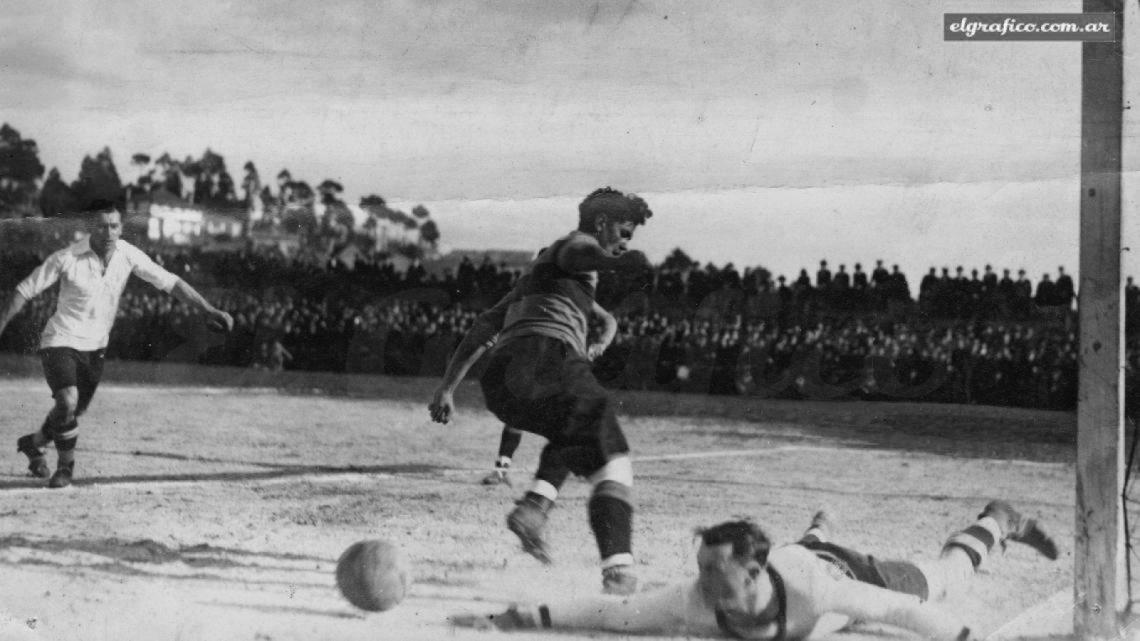
Az 1925-ös Celta Vigo-Boca Juniors meccs egyik jelenete

A csapat 1923. szeptember 23-án első hivatalos mérkőzését is lejátszotta portugál Boavista FC ellen. A kezdőcsapat tagjai a következők voltak: Isidro – Otero, Paasarín – Queralt, Balbino, Jacobo Torres – Reigosa, Gerardito, Chicho, Polo, Pinilla. A Celta edzője az angol Francis Cuggy volt, aki további három évig irányította a vigói csapatot. A meccset 8–2 arányban a spanyolok nyerték.
Az 1923–24-es szezonban indultak el először hivatalos bajnokságban, de csak a regionális ligában Galíciában. A Celta meg is nyerte a bajnokságot a Pontevedra CF, a Racing de Ferrol és az Unión SC előtt. Ugyanebben az idényben a csapat részt vett a Spanyol Kupa küzdelmeiben, de az akkor még első fordulónak számító negyeddöntőben a címvédő Athletic Bilbao ellen 7–2-es összesítésben kiestek. 1924 nyarán barátságos mérkőzést játszottak a friss olimpiai bajnok Uruguayi válogatott ellen.
1925-ben ismét megnyerték a galíciai bajnokságot, majd két barátságos mérkőzést játszottak az akkor európai turnén részt vevő argentin Boca Juniors ellen. A 25 ezer néző előtt megrendezett első mérkőzésen a Celta kezdőcsapatát Ruíz, Juanito, Rey, Cancela, Balbino, Pepe Hermida, Reigosa, Ángel Hermida, Chicha, Polo és Casal alkották. A Boca 3–1-re győzött, a spanyolok gólját Polo szerezte. Három nappal később is játszottak egy meccset egymás ellen. A végeredmény ismét 3–1 lett, de most a Celta javára, köszönhetően Reigosa egy és Juanito két góljának. Az 1927–28-as idényben a Celta ismét regionális bajnokságot nyert, és több barátságos meccset is lejátszott argentin és uruguayi csapatok ellen. 1928-ban megnyitották a Balaídost, ami a mai napig a csapat stadionja.
A következő szezonban már a spanyol másodosztályban vettek részt, de a tízcsapatos bajnokság 9. helyén végeztek, ami a kiesést jelentette. A harmadosztályt egyből megnyerték, így visszajutottak. A csapat 1931-től kezdődően néhány évig a másodvonalban szerepelt. 1934-ben Cesáreo González filmproducer lett a klub elnöke. Meg is nyerték a másodosztályt, de a három csoport legjobbjai rájátszásban vettek részt, ahol a Celta harmadik lett, viszont csak az első két helyezett jutott fel. A szezont követően González távozott posztjáról.

### Feljutás és stabilitás (1935–1959)

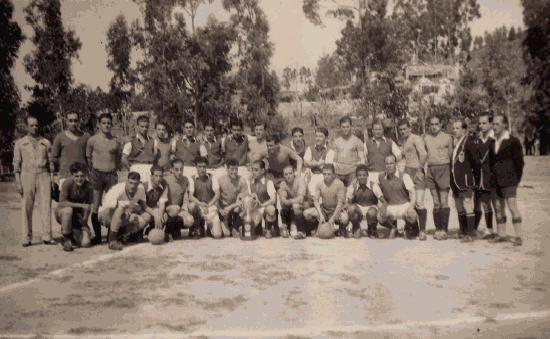
Egy 1945-ös, SC Braga elleni meccs előtti fénykép; sötét nadrágban a Celta játékosai

Az 1935–36-os idényben is első helyen végeztek a másodosztályban, ez akkor már feljutást ért. Mégis, csak három év múlva játszhatták le első élvonalbeli mérkőzésüket, ugyanis a spanyol polgárháború miatt a bajnokság szünetelt. 1939-ben végül debütálhattak az első osztályban. Az első szezonjuk nem sikerült a legjobban, de bennmaradtak, 3 ponttal megelőzve a már kieső Real Betist, és a 10. helyen végeztek. Az idényben szép eredményeket is elértek, a bajnok Atlético Madridot hazai pályán 1–0-ra legyőzték, míg a második helyezett és kupagyőztes Sevilla ellen oda-vissza (otthon 2–0, idegenben 4–1) győzelmet arattak.
Az 1940–41-es szezonban ismét a 10. helyen zártak, ekkor viszont már csak 1 ponttal a kieső hely előtt. A következő két évben egyaránt a stabilnak mondható 5. helyet érték el, 1944-ben viszont utolsóként kiestek. A másodosztályból egy év után visszajutottak. 1944-től 1946-ig Plattkó Károly volt a csapat edzője. A Celta Vigo ezt követően számos idényt szerepelt a spanyol élvonalban, azonban sem bajnoki címet, sem kupa-győzelmet nem szerzett annak ellenére, hogy számtalanszor a siker kapujában állt. Az első kiugró eredményét 1948-ban érte el, amikor a csapat a spanyol kupa döntőjébe jutott. A bajnokságban is jól szerepeltek, az első 6 fordulóban vezették a tabellát, majd sokáig dobogós helyen álltak, végül a 4. helyen zárták az idényt. Játékosuk, Pahiño 23 találattal gólkirály lett. A hazai stadion, a Balaídos "bevehetetlen erőd" lett, otthon az FC Barcelona, a Valencia CF és az Athletic Bilbao ellen is győzelmet arattak, míg a Real Madrid ellen oda-vissza nyertek. A csapat tagja volt akkoriban a klub történetének leggólerősebb élvonalbeli játékosa, Hermidita, illetve Miguel Muñoz, Gabriel Alonso, Pahiño, Yayo Sanz és Francisco Roig is. Az általuk alkotott csapatot pedig a korábbi legendás kapus, Ricardo Zamora trenírozta.
A csapatnak a következő években nem sikerült megismételnie ezt a teljesítményt; többnyire a mezőny hátsó feléhez tartoztak. A Celta kieséséig, 1959-ig, 14 idényen keresztül a spanyol élvonal tagja volt.

### Másodosztálytól az UEFA-kupáig (1960–1979)
Az 1959–60-as szezontól kezdődően 10 évad erejéig a másodosztályban szerepelt. Folyamatosan az élvonal kapujában álltak, 10 idényből 6-szor dobogón végeztek, de egyszer sem a feljutást jelentő első helyen. 1969-ben megtört a jég: sikerült visszajutni az első osztályba (második helyezettként).
A  Celta a legsikeresebb szezont az 1970–1971-es idényben zárta: hazai pályán nem szenvedett vereséget, ennek ellenére csak az UEFA-kupa-indulást jelentő 6. helyen végzett. Az „égszínkékek” nemzetközi bemutatkozása nem volt sikeres, már az első fordulóban búcsúztak a skót Aberdeen ellenében. Az 1975–76-os idénytől kezdve felváltva szerepeltek az első, és a másodosztályban. A legnagyobb bizonytalanság 1979-ben alakult ki a klub körül, amikor is történelmük során először kiestek a harmadosztályba.

### Ingázás az osztályok között (1980–1995)

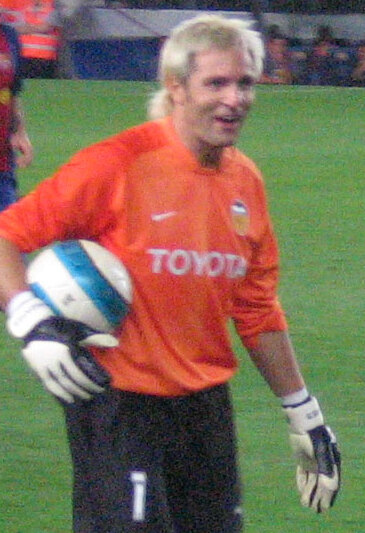
Santiago Cañizares

A katasztrofális 1979–1980-as, kiesést eredményező szezont követően a jugoszláv Milorad Pavić-ot nevezték ki a csapat élére. A kiesés végett hirtelen kialakult bizonytalanság nem tartott sokáig, ugyanis a harmadosztályt megnyerve egyből visszajutottak a második vonalba. Itt is első helyen végeztek, hogy aztán a gyors, kétosztálynyi ugrást követően egyből ki is essenek az élvonalból. A harmadosztályú kitérővel egyébként nem járt rosszul a csapat, ugyanis ekkor került a klubhoz többek között a csatár Pichi Lucas, és a kapus Javier Maté is, akik a '80-as évek Celtájának ikonikus alakjai. Az 1982-es világbajnokságot Spanyolországban rendezték, a rendező helyszínek között ott volt Vigo is, és mindent megtettek, hogy a legjobb körülmények között fogadhassák a világbajnokság mezőnyét. A felújított Balaídosban 3 csoportmérkőzést rendeztek.
Az 1982–83-as szezonban Pavić távozott Celta éléről, a következő két évet pedig a másodosztályban töltötték, majd 1985-ben ismét visszakerültek az élvonalba. Egy új játékos, Baltazar leigazolásával melléfogott a klub, ugyanis róla kiderült, hogy nem feltétlenül a legjobb első számú csatárnak. Az idény első meccsén a Real Sociedad ellen máris volt miért szomorkodni, mert a csapat egyik legjobbja, a kapus Javier Maté súlyosan megsérült, és a szezonban nem léphetett többet pályára. Az ő pótlására leigazolták Patxi Villaneuva-t, aki még 12 évig állt a klub alkalmazásában. Az év végi 18. hely ismét a kiesést jelentette. A szezon indulásával a Citroën lett a csapat fő támogatója, ugyanis az autójukat Vigóban is gyártják. A másodosztályban már Baltazar ki tudott teljesedni, 44 mérkőzésen 34 gólt szerzett, és visszajutáshoz segítette a Celtát.
A feljutás ellenére nem az angol Colin Addison irányításával kezdték meg a szezont, az új edző José María Maguregui lett az 1987–88-as idényre. Simán meglett a bennmaradás, a 7. helyen végeztek. A szezon után távozott Baltazar és Maguregui is, az edző José Manuel Díaz Novoa lett, Zoran Marić, Pedro María Herrera személyében pedig új játékosok érkeztek. A következő szezonban is a stabil 8. helyen zártak, a Baltazar távozása után leigazolt Amarildo egyéni szempontból is sikeres szezont zárt (34 meccs, 16 gól), ennek eredményeképp nagyjából 1 millió eurónyi összegért eladták a Lazionak. A Celtának azonban a pénzből igazolt játékosokkal sem lett meg a bennmaradás, a 19., utolsó előtti helyen végeztek.
A '90–91-es szezonra visszahívták José María Magureguit vezetőedzőnek, de vele mindössze a 14. helyet szerezték meg, így ő 1 szezon után távozott. 1991-ben nagy változás történt a csapat életében: Txetxu Rojo lett az edző, akivel sikerült megnyerni a másodosztályt, illetve a játékoskeretben is változások történtek. A veterán Javier Maté átadta a stafétát az ígéretes Patxi Villaneuva-nak a kapuban, Goran Jurić a védelemben vált fontos játékossá, a bosnyák csatár Vladimir Gudelj pedig hamarosan a szurkolók kedvencévé, később pedig a Celta Vigo történelmének egyik legjobb labdarúgójává vált. Az élvonalban ismét új játékosok kerültek a klubhoz, például Santiago Cañizares, aki első évében megkapta a bajnokság legkevesebb gólt kapó kapusának járó Zamora-díjat. A szezon végén 11. lett a Celta. A következő évben, bár csak 15. helyen végeztek, továbbra is stabil maradt a csapat, érkezett Milorad Ratković védő, aki még 6 évig játszott Vigoban. A Celta szép eredményeket ért el, mint a bajnokságban a Real Madrid 3–2-es legyőzése, vagy a Spanyol Kupában döntőbe jutás, a finálét pedig csak tizenegyesekkel bukták el a Real Zaragozával szemben. Az idény végeztével Txetxu Rojo távozott az edzői posztról, viszont az 1994-es világbajnokságra Cañizares és Jorge Otero személyében két Celta-játékos is a spanyol kerettel utazott. Cañizares a Vb-t követően a Real Madridhoz igazolt.

### EuroCelta (1996–2006)

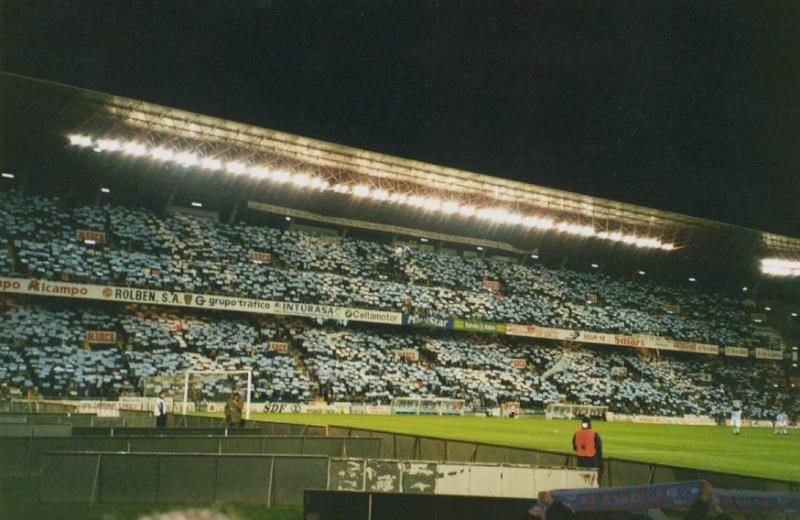
A Juventus elleni UEFA-kupa meccs előtt a stadion (2000)

Az 1996–97-es szezon nem volt a Celta történelmének legjobbja, hiszen mindössze a 16. helyet szerezték meg. Igazolások szempontjából viszont jó évet zártak, ugyanis a következő évek csapatainak meghatározó játékosai közül néhányan ekkor kerültek a Celtához; a francia kapus Richard Dutruel, a középpályáról a brazil Mazinho és az orosz Alekszandr Mosztovoj, illetve az izraeli csatár Haim Revivo is több, mint 100 meccset játszottak le Vigóban, és voltak ott, amikor a klub történelmének legnagyobb nemzetközi sikereit elérte. A következő szezonban a 6. helyen zártak, így 27 év után ismét kiharcolták az UEFA-kupa-indulást. Itt már tovább jutottak mint 1971-ben, amikor már az első körben kiestek, ugyanis most a negyeddöntőig jutottak, úgy, hogy előtte az Aston Villa és a Liverpool csapatát is kiejtették 3–2, illetve 4–1-es összesítésben. A bajnokságban elért 5. helyezésnek köszönhetően ismét indulhattak az UEFA-kupában. Ez volt az az idény, amikor szinte mindenki rájuk figyelt a nemzetközi kupákban: a harmadik fordulóban a Benfica otthoni 7–0-s, majd a következő fordulóban a Juventus 4–0 arányú legyőzése máig a klub legnagyobb arányú nemzetközi sikerei. Ekkor nevezte el a csapatot a spanyol és a nemzetközi sajtó "EuroCelta"-nak. A következő néhány szezonban mindig a bajnokság első felében végeztek, és indulhattak a nemzetközi színtéren. 2001-ben bejutottak a Spanyol Kupa döntőjébe, de ott vereséget szenvedtek.
A 2002–03-as idényben a Celta, történelmének legjobb bajnoki helyezését érték el: a 4. helyen végeztek, ez pedig a Bajnokok Ligájában való indulást jelentette, ahová először jutottak el. A csoportkörből mindössze 1 vereséget szenvedve simán továbbjutottak, a nyolcaddöntőben viszont az Arsenal megálljt parancsolt nekik (összesítésben 2–5). A bajnokságban azonban csak szenvedtek, aminek meg is lett az eredménye. A Celta a legtöbb kapott góllal kiesett az élvonalból, és egész Európa meglepetésére a Bajnokok Ligájából a másodosztályba süllyedt egy év alatt, de talán még ennél is nagyobb meglepetésre a következő szezonban visszajutva a 6. helyet érte el, és visszakerült a nemzetközi porondra.

### Szezonok a másodosztályban (2007–2011)

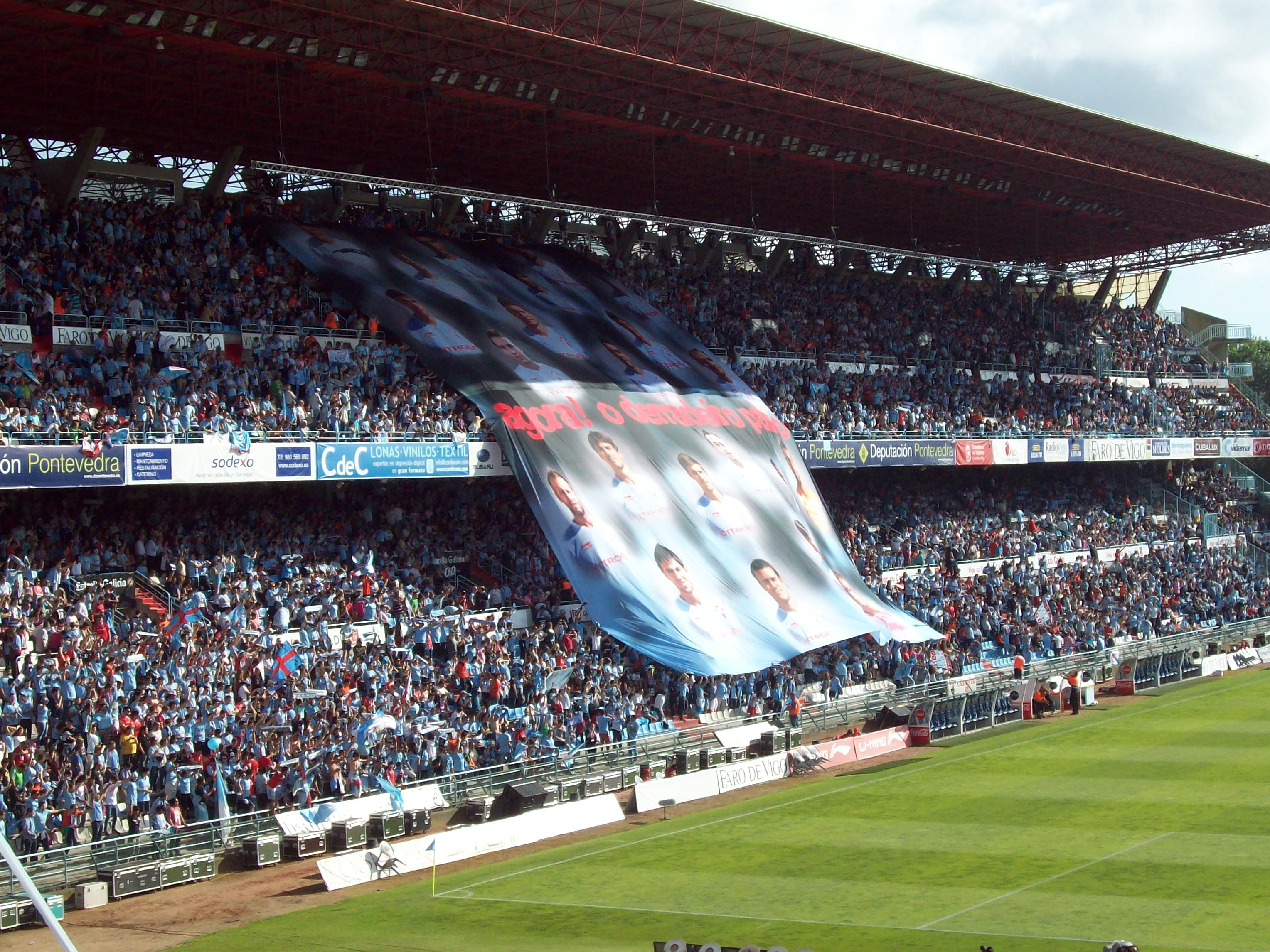
Hazai mérkőzés a Córdoba ellen (2011)

Miután a másodvonalból visszajutva a 6. helyet érték el, ismét indulhattak az UEFA-kupában. Itt a nyolcaddöntőig jutottak, a spanyol bajnokságban viszont csak a tizennyolcadikok lettek, így óriási meglepetésre 4 éven belül másodszor estek ki úgy az élvonalból, hogy közben nemzetközi kupaindulók voltak. A 2007–08-as szezont rosszul kezdték a másodosztályban, így a rossz eredményekre hivatkozva 2007. október 8.-án Hriszto Sztoicskovot eltávolították a vezetőedzői posztról. Végül a 16. helyen végeztek, 2 ponttal a kiesőzóna fölött. A 2008–09-es bajnokságban átalakították a keretet, visszatért a Birmingham City-nél töltött kölcsönjátékából a klubikon Borja Oubiña, és beépítették a csapatba a fiatal Iago Aspast. Egyéni szempontból nem sikerült rosszul a szezon néhány játékosnak, ám az eredmények csaknem jöttek, az idényt a 17. pozícióban fejezték be. Nem volt rózsás a helyzet a csapat körül, egyik vezetőedző váltotta másikat, 2008-ban 1 év alatt négy trénert "fogyasztottak el", majd rúgtak ki eredménytelenségre hivatkozva. Közben pénzügyi problémák is felszínre kerültek. Kiderült, hogy a klub nagyjából 69 millió eurós adósságot halmozott fel.
Ennek tükrében kisebbfajta csodaként hatott, hogy Eusébio Sacristán a teljes 2009–10-es szezont végigülte a padon. A csapat már mutatott biztató jeleket, és meg is voltak a saját kulcsembereik Iago Aspas, Toni, Hugo Mallo és Andrés Túñez személyében, de a 12. hellyel még messze voltak a feljutástól. A kieséstől már annál közelebb, mindössze 2 pontra. Bár csak a 19. hely jelentette volna a kiesést, a Celta csak a mögötte végzők ellen elért jobb eredmények miatt jutott a 12. helyig. Ezzel a pozícióval egyébként, körülbelül a felére csökkentették adósságukat (később pedig teljes egészében). A következő szezonban Paco Herrera-t nevezték ki vezetőedzőnek, vele pedig jó eredményeket kezdett elérni a csapat. Az idényt a 6. helyen zárták, ennek köszönhetően rájátszásban küzdhettek meg a feljutásért, ez azonban nem jött össze. A 2011–12-es szezonban már igen, tükörsimán meglett a feljutás, Iago Aspas 23 góllal a góllövőlista második helyén végzett.

### A közelmúlt történelme (2012–)
A feljutás okozta öröm egyértelmű jele volt, hogy négy nappal a bajnokság kezdete előtt több, mint 22 000 bérletes szurkolója volt a klubnak, és nem meglepő módon teltház előtt kezdték meg a szezont. A csapathoz számos új játékos került, mint például a kapus Javi Varas, a mezőnyjátékosok közül pedig az argentin duó, Gustavo Cabral és Augusto Fernández, a dán Michael Krohn-Dehli és a dél-koreai Pak Csujong nevét érdemes megemlíteni. Gyengén kezdte a bajnokságot a csapat, télen a norvég Vadim Demidov, a horvát Danijel Pranjić és a chilei Fabián Orellana érkezett, utóbbi már a másodosztályban is a csapat tagja volt. Igazi nemzetközi klub lett a vigoiakból több, különböző nemzetiségű játékos szerepeltetésével, bár ez az EuroCelta idején is így volt, akkor pedig bevált a "recept". Itt is, ugyanis a 17. helyen bennmaradtak, noha 2 fordulóval a bajnokság vége előtt még az utolsó helyen álltak. Már februárban távozott a vezetőedzői posztról Paco Herrera, de utódja, Abel Resino is csak júniusig maradt. A 2013–14-es szezonra Luis Enrique lett az edző, vele egészen a 9. helyig jutottak. A jó eredmény hatására őt ki is nevezték az FC Barcelona trénerévé.
A következő bajnokságban Eduardo Berizzo trenírozta a csapatot, aki a klub történetének 80. vezetőedzője, 1995 után az első argentin. Vele még jobb lett a csapat, a 8. hellyel épphogy lemaradtak az Európa-liga indulásról. A 2015–16-os idényben már újra régi, 2000-es évek eleji formáját mutatta a Celta. A szezon során egyszer sem álltak a 8. pozíciónál rosszabb helyen, sokáig még a BL-indulás sem tűnt elérhetetlennek. Az EL-indulás azonban simán meglett, így 10 év után ismét indulhatott nemzetközi kupában a Celta. A 2016-os Európa-bajnokságra két játékost adott a Los Celestes: Nolito a spanyol, John Guidetti a svéd csapatnak volt tagja. Az Eb után klubrekordot jelentő, 18 millió eurónyi összegért eladták Nolitót a Manchester City-nek, és 6 millióért megvásárolták a dán Pione Sistót (szintén klubrekord).

## Klubszínek és címerek
Bár a címer többször is megváltozott, az alapja mindig ugyanaz maradt. Ez a Santiago-rend címere, melyen egy eredeti kelta pajzs található, és a klub színeihez hasonlóan égszínkék. Benne pedig fehérrel két C betű látható, mely a Club Celta-t jelképezi. Első évükben a Santiago-féle kereszthez hasonlóan a klub színe is piros volt, majd innen váltottak sötétkékre. 1928-ban már a manapság is használt égszínék mezt viselték a játékosok, de megmaradt a korábbi sötétkék szín is, melyet általában az idegenbeli mérkőzéseken használnak.
A pajzs felett látható a spanyol királyi korona, de ez a Második Spanyol Köztársaság idején lekerült a címerről, és csak 1957-ben került vissza. A későbbi években előfordult, hogy csak a kereszt volt látható a mezen, a pajzs pedig nem.

## Játékoskeret
2019. március 19-én lett frissítve:
| Mezszám       | Név               | Nemzet   | Posztok     | Szül. év (kor)                 | Megjegyzés:                  |         |         |         |         |
| Kapusok       | Kapusok           | Kapusok  | Kapusok     | Kapusok                        | Kapusok                      | Kapusok | Kapusok | Kapusok | Kapusok |
| ------------- | ----------------- | -------- | ----------- | ------------------------------ | ---------------------------- | ------- | ------- | ------- | ------- |
| 1             | Sergio            | spanyol  | kapus       | 1986. augusztus 3. (38 éves)   | 3. csapatkapitány-helyettes  |         |         |         |         |
| 13            | Rubén Blanco      | spanyol  | kapus       | 1995. július 25. (29 éves)     |                              |         |         |         |         |
| Védők         |                   |          |             |                                |                              |         |         |         |         |
| 2             | Hugo Mallo        | spanyol  | hátvéd      | 1991. június 22. (33 éves)     | csapatkapitány               |         |         |         |         |
| 3             | David Costas      | spanyol  | hátvéd      | 1995. március 26. (30 éves)    |                              |         |         |         |         |
| 4             | Néstor Araujo     | mexikói  | hátvéd      | 1991. augusztus 29. (33 éves)  |                              |         |         |         |         |
| 12            | Wesley Hoedt      | holland  | hátvéd      | 1994. március 6. (31 éves)     | kölcsönben a Southamptontól  |         |         |         |         |
| 15            | Lucas Olaza       | uruguayi | hátvéd      | 1994. július 21. (30 éves)     | kölcsönben a Boca Juniorstól |         |         |         |         |
| 17            | David Juncà       | spanyol  | hátvéd      | 1993. november 16. (31 éves)   |                              |         |         |         |         |
| 20            | Kevin Vázquez     | spanyol  | hátvéd      | 1993. március 23. (32 éves)    |                              |         |         |         |         |
| 22            | Gustavo Daniel    | spanyol  | hátvéd      | 1985. október 14. (39 éves)    | 4. csapatkapitány-helyettes  |         |         |         |         |
| Középpályások |                   |          |             |                                |                              |         |         |         |         |
| 5             | Okay Yokuşlu      | török    | középpályás | 1994. március 9. (31 éves)     |                              |         |         |         |         |
| 6             | Nemanja Radoja    | szerb    | középpályás | 1993. február 6. (32 éves)     |                              |         |         |         |         |
| 8             | Fran Beltrán      | spanyol  | középpályás | 1999. február 3. (26 éves)     |                              |         |         |         |         |
| 14            | Stanislav Lobotka | szlovák  | középpályás | 1994. november 25. (30 éves)   |                              |         |         |         |         |
| 16            | Andrew Hjulsager  | dán      | középpályás | 1995. január 15. (30 éves)     |                              |         |         |         |         |
| 18            | Mathias Jensen    | dán      | középpályás | 1996. január 1. (29 éves)      |                              |         |         |         |         |
| 19            | Szofiane Bufal    | marokkói | középpályás | 1993. szeptember 17. (31 éves) | kölcsönben a Southamptontól  |         |         |         |         |
| 21            | Jozabed           | spanyol  | középpályás | 1991. március 8. (34 éves)     |                              |         |         |         |         |
| 23            | Brais Méndez      | spanyol  | középpályás | 1997. január 7. (28 éves)      |                              |         |         |         |         |
| 24            | Ryad Boudebouz    | algériai | középpályás | 1990. február 19. (35 éves)    | kölcsönben a Betistől        |         |         |         |         |
| Csatárok      |                   |          |             |                                |                              |         |         |         |         |
| 7             | Emre Mor          | török    | csatár      | 1997. július 24. (27 éves)     |                              |         |         |         |         |
| 9             | Maxi Gómez        | uruguayi | csatár      | 1996. augusztus 14. (28 éves)  |                              |         |         |         |         |
| 10            | Iago Aspas        | spanyol  | csatár      | 1987. augusztus 1. (37 éves)   | 2. csapatkapitány-helyettes  |         |         |         |         |
| 11            | Pione Sisto       | dán      | csatár      | 1995. február 4. (30 éves)     |                              |         |         |         |         |

### Kölcsönben
| #        | Név               | Nemzet       | Posztok  | Szül. év (kor)              | kölcsönben:      | meddig:            |          |          |          |
| Hátvédek | Hátvédek          | Hátvédek     | Hátvédek | Hátvédek                    | Hátvédek         | Hátvédek           | Hátvédek | Hátvédek | Hátvédek |
| -------- | ----------------- | ------------ | -------- | --------------------------- | ---------------- | ------------------ | -------- | -------- | -------- |
| —        | Róbert Mazáň      | szlovák      | hátvéd   | 1994. február 9. (31 éves)  | a Venezia-nál    | 2019. június 30-ig |          |          |          |
| —        | Facundo Roncaglia | argentin     | hátvéd   | 1987. február 10. (38 éves) | a Valencia-nál   | 2019. június 30-ig |          |          |          |
| Csatárok |                   |              |          |                             |                  |                    |          |          |          |
| —        | Claudio Beauvue   | guadeloupe-i | csatár   | 1988. április 16. (36 éves) | a Caen-nél       | 2019. június 30-ig |          |          |          |
| —        | Dennis Eckert     | német        | csatár   | 1997. január 9. (28 éves)   | az Excelsior-nál | 2019. június 30-ig |          |          |          |
| —        | Juan Hernández    | spanyol      | csatár   | 1994. december 6. (30 éves) | az Cádiz-nál     | 2019. június 30-ig |          |          |          |